# 真弓広有
真弓 広有（まゆみ ひろあり、嘉元3年（1305年） - 正平24年/応安2年3月19日（1369年4月25日））は、鎌倉時代から南北朝時代にかけての武将。征西将軍に従い九州に下った。日本射騎将軍。通称は次郎左衛門。官位は従五位。太平記では隠岐次郎左衛門広有と表記される。法名は弘寂。父は隠岐広能。兄弟に広家。
『尊卑分脈』によると系譜は、藤原北家長良流。長良の次男である遠経の子・良範の六男・純素を祖とする（承平天慶の乱で有名な藤原純友は良範の三男）。広有は純素から数えて13代目の末裔である。
『太平記』によると、建武元年（1334年）秋、疫病が猛威を振るい夥しい死者が出た頃、紫宸殿の屋根に怪鳥（以津真天）が現れ「いつまで、いつまで」と鳴いて人々を恐怖させた。公卿達は源頼政の鵺退治にあやかり、弓の名手に退治させようと広有に要請、広有は鏑矢で見事怪鳥を仕留めた。怪鳥は頭部が人間のようで、曲がった嘴に鋸のような歯が並び、体は蛇のようで、両足には剣のように鋭い爪があり、翼の長さは1丈6尺（約4.8メートル）もあったという。この功により、後醍醐天皇から「真弓」の姓を賜り、叙爵され因幡にある荘園を恩賞として得た。
南北朝の動乱期に入ると、懐良親王に従い九州へ向かい各地を転戦し「大津山の関（松風の関）」（肥後と筑後とを結ぶ関所）の守備を担った。後、関付近の山里に隠棲した。正平24年/応安2年（1369年）3月19日、死去。享年65。

元阪神タイガースの真弓明信は子孫にあたる。